# Kostel Neposkvrněného početí Panny Marie (Ostrava-Radvanice)
Kostel Neposkvrněného početí Panny Marie se nachází v ostravské místní části Radvanice a je druhým kostelem zasvěceným Neposkvrněnému početí Panny Marie v Ostravě.
Ačkoliv obec původně uvažovala o zřízení kaple, nakonec bylo rozhodnuto o výstavbě kostela. Ta byla realizována v letech 1904–1907 dle projektu Bohumila Židlického. Slavnostní svěcení se konalo 14. června 1907. Kostel samotný je realizován v eklektickém slohu slovanské renesance.